# Brignall
Brignall est un village situé dans le comté de Durham, en Angleterre.